# Gerhard Johannes ter Braak
Gerhard Johannes ter Braak (Zaltbommel, 16 september 1917 – Eibergen, 15 augustus 1979) was een Nederlands politicus.
Hij werd geboren als zoon van Frederik Johannes ter Braak (1875-1839) en Laura Theresia Molenaar (1882-1948). Hij is afgestudeerd in de rechten en werd in 1946 waarnemend burgemeester van Dodewaard. Vanaf december 1946 was Ter Braak daar de kroonbenoemde burgemeester en eind 1954 volgde zijn benoeming tot burgemeester van Neede. Op eigen verzoek werd hem in november 1975 ontslag verleend. In 1979 overleed Ter Braak op 61-jarige leeftijd.